# Tamura Toshiko
Tamura Toshiko (jap. 田村俊子, bürgerlich Satō Toshi 佐藤とし; * 25. April 1884 in Asakusa, (heute: Taitō) in Tōkyō; † 16. April 1945 in Shanghai) war eine der ersten japanischen Feministinnen und Schriftstellerinnen. Weitere Pseudonyme sind: 佐藤露英 und Satō Toshiko (佐藤俊子).

## Leben
Tamura wurde in Tōkyōs Stadtviertel Asakusa geboren, wo ihr Vater als Fudasashi (Reis-Händler) tätig war. Mit 17 Jahren begann sie an der Frauenuniversität Nihon Joshi Daigaku japanische Literatur zu studieren, sie brach das Studium jedoch ohne Abschluss ab.
Sie startete ihre literarische Karriere zunächst als Schülerin von Kōda Rohan später dann mit Okamoto Kidō als Mentor.
Als Meisterwerke gelten ihre Erzählungen Miira no kuchibeni (木乃伊の口紅, Lippenstift einer Mumie), für die sie den Asahi Shimbun Preis erhielt, und Hōraku no katachi (炮烙の刑). Tamura ist bekannt für ihren sinnlich-dekadenten Erzählstil. Als Bestseller-Autorin veröffentlichte sie in renommierten Literaturzeitschriften wie der Chūōkōrōn und der Shinchō.
1918 verließ sie ihren Ehemann Tamura Shōgyo und ging gemeinsam mit dem Journalisten Suzuki Etsu nach Vancouver, wo sie bis 1936 lebte. Von 1942 an gab sie in Shanghai, das von den Japanern besetzt war, die Literaturzeitschrift Nü-Sheng (女聲,  nǚshēng – „Stimme der Frauen“) heraus. Sie starb 1945 in Shanghai an einer Gehirnblutung. Ihre Grabstätte befindet sich in Kamakura beim Tempel Tōkei-ji.
Nach ihrem Tod wurde unter Verwendung ihrer Tantiemen der Tamura-Toshiko-Preis für Schriftstellerinnen eingerichtet.

## Werke
- 1911 Akirame (あきらめ)
- 1913 Keigen (誓言)
- 1913 Onna sakusha (女作者)
- 1914 Yamabuki no hana (山吹の花)
- 1914 Miira no kuchibeni (木乃伊の口紅)
- 1914 Koi musume (恋むすめ)
- 1915 Koi no inochi (恋のいのち)
- 1917 Kanojo no seikatsu (彼女の生活)
- 1952 Akirame + Miira no kuchibeni (あきらめ・木乃伊の口紅)
- 1987–1988 Tamura Toshiko sakuhinshū (田村俊子作品集, Werkausgabe)